# Corrente di Humboldt

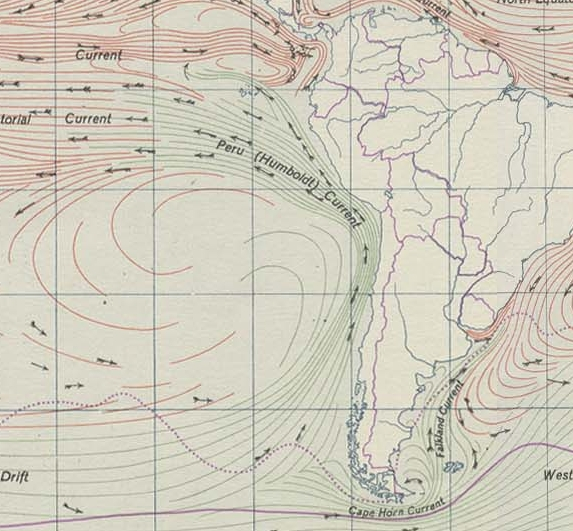
Corrente di Humboldt

La corrente di Humboldt (o corrente del Perù) è una corrente marina fredda che circola nell'oceano Pacifico al largo delle coste occidentali del Cile e del Perù e scorre da sud a nord. Deve il suo nome allo scienziato tedesco Alexander von Humboldt che la descrisse, anche se lui stesso si schermì affermando che era già conosciuta da tutti i pescatori locali.
La corrente è prodotta dai venti occidentali delle medie latitudini e, al suo avvicinarsi alle coste a ovest del Sudamerica, viene deviata in direzione equatoriale rinfrescando le coste della fascia tropicale, questo fa sì che le temperature dell'acqua lungo la costa occidentale del Sudamerica siano mediamente inferiori di 7°-8° rispetto alla temperatura dell'acqua alla stessa latitudine nelle aree dell'Oceano Pacifico più lontane dalla costa.
Questo provoca anche un abbassamento della temperatura dell'aria, riducendo le precipitazioni e facendo sì che le aree costiere siano aride, desertiche, ma molto umide, uggiose e nebbiose allo stesso tempo per il fenomeno dell'Inversione termica nei bassissimi strati troposferici, che nel contempo inibisce la Convezione e dunque la formazione di cumulonembi, causando siccità marcata in diverse aree.
La corrente fredda è ricca di nutrienti e di conseguenza ricca di pesci.